# گری تراول
گری تراول (انگلیسی: Gary Trowell؛ زادهٔ ۱۰ آوریل ۱۹۵۹) دوچرخه‌سوار اهل استرالیا است. وی در بازی‌های المپیک تابستانی ۱۹۸۴ شرکت کرده است.